# Talok (Dlanggu)
Talok is een bestuurslaag in het regentschap Mojokerto van de provincie Oost-Java, Indonesië. Talok telt 4396 inwoners (volkstelling 2010).